# Camatagua
Camatagua é um município da Venezuela localizado no estado de Aragua.
A capital do município é a cidade de Camatagua.